# Tainia malayana
Tainia malayana är en orkidéart som beskrevs av Johannes Jacobus Smith. Tainia malayana ingår i släktet Tainia och familjen orkidéer. Inga underarter finns listade i Catalogue of Life.